# Émile Maitrot
Émile Maitrot (Meurville, 2 de juliol de 1882 - Lihons, 14 de setembre del 1916) va ser un ciclista amateur francès. Es va especialitzar en el ciclisme en pista. Va aconseguir una medalla d'or al Campionat del món de velocitat de 1901.
Va morir en una trinxera durant la Primera Guerra Mundial.

## Palmarès
- 1901
  -  Campió del món amateur en Velocitat